# 慕尼黑中央巴士站

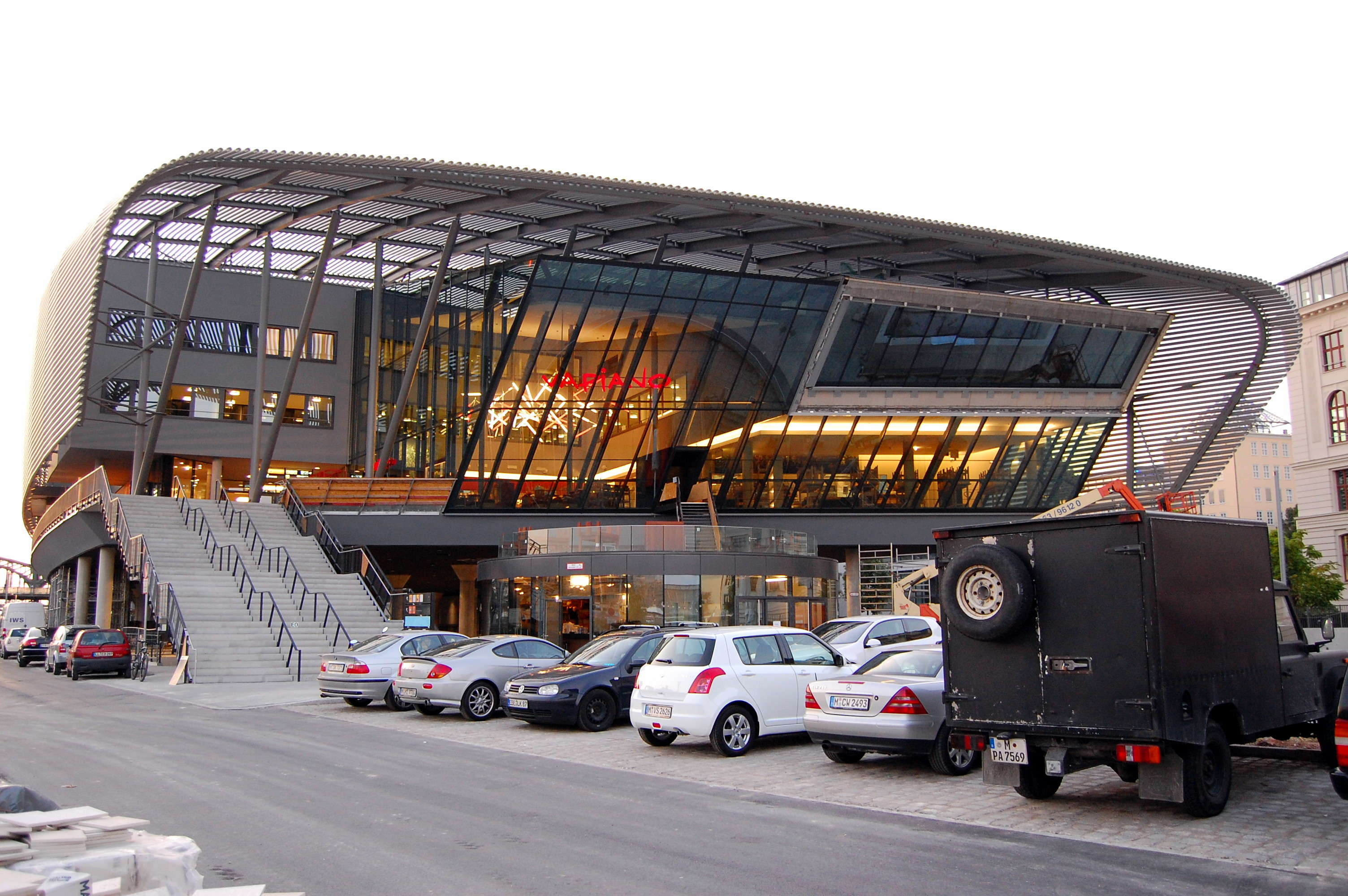
2011年时的慕尼黑中央巴士站

慕尼黑中央巴士站（德語：Zentraler Omnibusbahnhof München，一般使用其简称ZOB München）是德國巴伐利亚州慕尼黑的长途汽车站，位于马克斯近郊。该汽车站占地17,221平方米，于2009年9月11日建成，是慕尼黑最大的国际/国内汽车站。弗利克斯巴士、欧洲之线巴士和你的巴士线路均停靠此站，并在此设有客户服务中心。该车站附近有快轨站黑客桥站。